# Solaster longoi
Solaster longoi är en sjöstjärneart som beskrevs av Stampanato och Jacques Jangoux 1993. Solaster longoi ingår i släktet Solaster och familjen solsjöstjärnor. Inga underarter finns listade i Catalogue of Life.